# Enric II de Xipre
Enric II de Lusignan (en francès: Henri II de Chypre, grec: Ερρίκος Β΄ της Κύπρου; juny del 1270 – Strovolos, 31 de març de 1324), rei de Xipre des del 1285 fins al 1306 i novament des del 1310 fins al 1324, príncep titular d'Antioquia i comte titular de Trípoli des del 1308. Va ser el fill d'Hug III de Xipre i d'Isabel de Ibelín. Va succeir al seu germà Joan I el 1285 com Enric II de Xipre, coronat el 24 de juny del 1285.
Va desembarcar a Acre el 4 de juny del 1286, per recuperar el control del Regne de Jerusalem, i va ser coronat rei de Jerusalem a Tir el 15 d'agost del 1286. Va tornar a Xipre al setembre-octubre del 1286, mentre Felip d'Ibelín quedava com el seu batlle. Enric va tornar a Acre al maig del 1289 i va negociar una pau de deu anys i deu mesos amb el sultà Qalawun. No obstant això, un motí a la ciutat a l'agost del 1290 va donar lloc a enfrontaments entre musulmans i cristians que van provocar que el sultà al-Ashraf assetgés Acre des del 6 d'abril del 1291 fins que la ciutat va caure el 18 de maig del 1291. Després de la caiguda d'Acre, el regne de Jerusalem va seguir mantenint una fictícia existència independent sota els reis de Xipre nomenats reis oficials d'aquest «estat» separat.
La ciutat de Famagusta va ser assimilada en l'estat de Jerusalem, que va adoptar en l'escut heràldic i fou el lloc per a la coronació de cada successiu rei de Xipre com a rei de Jerusalem fins que va caure en poder dels genovesos el 1373. Enric II va permetre als cavallers Templers i els cavallers Hospitalers de quedar-se a Xipre després de la seva expulsió de Palestina, encara que els va negar el dret a adquirir noves terres amb l'esperança que no es tornessin tan poderosos a Xipre com ho havien estat a Palestina.
Els templers van conspirar amb el germà del rei, Amalric, qui va prendre el poder el 1306. Enric es va retirar a la seva propietat reial de Strovolos on es va ocupar dels seus falcons, però al febrer del 1310 va ser escortat a Armènia de Cilícia a l'exili. Després de l'assassinat d'Amalric el juny del 1310, Enric va ser alliberat del seu exili i va desembarcar a Famagusta el 27 d'agost del 1310. Enric va exigir venjança contra els cavallers templers i va manar l'ofegament o la crema dels seus líders. Patia d'epilèpsia. Va morir el 31 de març del 1324.

## Biografia
Va ser el tercer fill d'Hug III de Xipre i va succeir al seu germà Joan I com a rei de Xipre el 20 de maig del 1285, havent-hi sospites que hi havia estat involucrat en l'enverinament el seu germà Joan I. Va ser coronat a l'església de Santa Sofia de Nicòsia, el 24 de juny del 1285. Carles d'Anjou, que va rebutjar la pretensió de Joan al tron, havia mort el 1285, fet que va permetre Enric recuperar Acre del control dels angevins. Al comandament d'una sola flota Enric va atacar Acre i la ciutat va ser capturada el 29 de juliol. Es va coronar rei de Jerusalem el 15 d'agost del 1286, però va tornar a Xipre i va nomenar el seu oncle Felip d'Ibelin com a regent en la seva absència. Per aquest temps, Acre era una de les poques ciutats costaneres que quedaven del Regne de Jerusalem.
Durant el seu regnat, els mamelucs van capturar Tir, Beirut, i la resta de les ciutats, i van afeblir la resistència a Trípoli el 1289. El setge final d'Acre va començar el 5 d'abril del 1291, amb Enric present a la ciutat; ell es va escapar a Xipre amb la majoria dels seus nobles, i la ciutat va caure en mans dels mamelucs sota el comandament de Khalil el 28 de maig. Enric va seguir governant com a rei de Xipre, i va seguir reclamant el regne de Jerusalem i sovint pensant a recuperar l'antic territori en el continent, va intentar una operació militar coordinada el 1299/1300 amb Ghazan, l'il-kan mongol de Pèrsia, quan Ghazan va envair territori mameluc el 1299; va tractar d'aturar els vaixells genovesos que col·laboraven amb els mamelucs, amb l'esperança d'afeblir-los econòmicament i en dues ocasions va escriure al papa Climent V demanant una nova croada. Va heretar de la seva tia Margarida de Lusignan els drets sobre el Principat d'Antioquia i el Comtat de Trípoli.
El seu regnat a Xipre va ser pròsper i ric i ell va estar molt involucrat amb la impartició de justícia i l'administració del regne. Va ordenar que la Haute Cour de Jerusalem portés un registre per escrit per primera vegada (en italià o francès, i no en llatí), i va ampliar el paper judicial d'un òrgan consultiu feudal a un tribunal veritable responsable de jutjar i sancionar els delinqüents. No obstant això, Xipre no estava en condicions de complir la seva veritable ambició, la recuperació de la Terra Santa.
Sofria d'epilèpsia, condició que de vegades el va incapacitar i això va ocasionar que els seus nobles no estiguessin satisfets amb ell. El seu germà Guiu, era el conestable de Xipre, i va ser condemnat a mort el 1303 per conspirar contra Enric. El 1306 el seu germà Amalric, príncep de Tir i conestable de Jerusalem, va conspirar amb els templers per treure'l del poder. Ho van aconseguir i Amalric II va assumir el títol de governador i regent de Xipre. Enric II va ser deposat el 26 d'abril. La ciutat de Famagusta es va declarar partidària d'Enric i, per tal d'evitar una guerra civil, els usurpadors van decidir enviar-lo a l'exili a Armènia, ja que el rei d'aquell país era Oshin, germà de la dona d'Amalric. La mare d'Enric va enviar els hospitalers per negociar un rescat i fer tornar Enric a Xipre. Al començament van proposar un intercanvi per Zabel, la vídua d'Amalric; no obstant això, després de la mort d'Amalric el 1310, Oshin va alliberar Enric. Quan va tornar a Xipre i va tornar a ocupar el seu tron amb l'ajuda dels Hospitalers el 26 d'agost del 1310, va fer empresonar molts dels conspiradors, incloent el seu germà conestable Aimeric, Balian d'Ibelín II, príncep de Galilea, i uns altres familiars de Balian. El 1313, es va encarregar de supervisar la dissolució dels templers a Xipre i la transferència dels seus béns als hospitalers.
Es va casar amb Constança de Sicília (1303/1307 - † a Xipre després del 19 de juny 1344), filla de Frederic II de Sicília i de Leonor d'Anjou, a l'església de Santa Sofia de Nicòsia, el 16 d'octubre del 1317, i no van tenir fills. Més tard ella es va casar amb Lleó V d'Armènia i després amb Joan de Lusignan, príncep titular d'Antioquia.
Enric va morir el 31 de març del 1324 en la seva vil·la de Strovolos, a prop de Nicòsia; va ser enterrat a l'església franciscana de Nicòsia i va ser succeït pel seu nebot Hug IV de Xipre.